# Pseudodiazona
Pseudodiazona is een geslacht uit de familie Diazonidae en de orde Phlebobranchia uit de klasse der zakpijpen (Ascidiacea).

## Soorten
- Pseudodiazona abyssa Monniot C. & Monniot F., 1974
- Pseudodiazona claviformis (Kott, 1963)

Niet geaccepteerde soorten:
- Pseudodiazona claviforme (Kott, 1963) → Pseudodiazona claviformis (Kott, 1963)
- Pseudodiazona sabulosa Millar, 1963 → Pseudodiazona claviformis (Kott, 1963)